# Cystorchis marginata
Cystorchis marginata är en orkidéart som beskrevs av Carl Ludwig von Blume. Cystorchis marginata ingår i släktet Cystorchis, och familjen orkidéer.
Artens utbredningsområde är Java. Inga underarter finns listade i Catalogue of Life.